# Ruggero Verroca
Ruggero Verroca (Bari, 3 de enero de 1961) es un deportista italiano que compitió en remo. Ganó ocho medallas en el Campeonato Mundial de Remo entre los años 1980 y 1988.

## Palmarés internacional
| Campeonato Mundial | Campeonato Mundial     | Campeonato Mundial | Campeonato Mundial      |
| Año                | Lugar                  | Medalla            | Prueba                  |
| ------------------ | ---------------------- | ------------------ | ----------------------- |
| 1980               | Malinas (Bélgica)      | Medalla de oro     | Doble scull ligero      |
| 1981               | Múnich (RFA)           | Medalla de oro     | Doble scull ligero      |
| 1982               | Lucerna (Suiza)        | Medalla de oro     | Doble scull ligero      |
| 1983               | Duisburgo (RFA)        | Medalla de oro     | Doble scull ligero      |
| 1984               | Montreal (Canadá)      | Medalla de oro     | Doble scull ligero      |
| 1985               | Malinas (Bélgica)      | Medalla de oro     | Scull individual ligero |
| 1987               | Copenhague (Dinamarca) | Medalla de bronce  | Scull individual ligero |
| 1988               | Milán (Italia)         | Medalla de bronce  | Scull individual ligero |